# Jonas Löcker
Jonas Löcker (* 8. März 2005 in Judenburg) ist ein österreichischer Fußballspieler.

## Karriere

### Verein
Löcker begann seine Karriere beim SV Oberwölz. Im März 2015 wechselte er in die Jugend des SK Sturm Graz, bei dem er ab der Saison 2019/20 auch sämtliche Altersstufen in der Akademie durchlief. Im Juni 2022 debütierte er für die Amateure der Grazer in der Regionalliga. Dies war in der Saison 2021/22 sein einziger Einsatz in der dritthöchsten Spielklasse, mit Sturm II stieg er zu Saisonende in die 2. Liga auf.
Sein Zweitligadebüt gab er dann im August 2022, als er am sechsten Spieltag der Saison 2022/23 gegen den FC Liefering in der 83. Minute für Noah Eyawo eingewechselt wurde. Im August 2023 stand er gegen PSV Eindhoven erstmals im Kader der ersten Mannschaft.

### Nationalmannschaft
Löcker spielte im September 2021 gegen Dänemark erstmals im österreichischen U-17-Team.